# 灵山型铜鼓
灵山型铜鼓，是一类铜鼓，以广西壮族自治区欽州市灵山县出土的铜鼓为代表。

## 特点
灵山型铜鼓制接近北流型，出土的年代从东汉至唐朝。主要分布于中国广西及越南北部。其形制与北流型接近，体形也较大，次于北流型铜鼓。形象精巧，鼓面平展，胸壁微凸，胸以下逐渐收缩成腰，胸与腰之间仅以细线为界。鼓面所饰青蛙塑像都是后面二足并拢为一的“三足蛙”，蛙背上饰画线纹或圆涡纹，有的青蛙上又有小青蛙，称“累蹲蛙”。鼓面的太阳芒数不统一。此外还有骑兽纹、兽形纹、鹭鸟纹、云纹、雷纹、半圆纹、席纹等等。铸造和使用此类铜鼓的民族主要是岭南的乌浒俚人。

## 图像

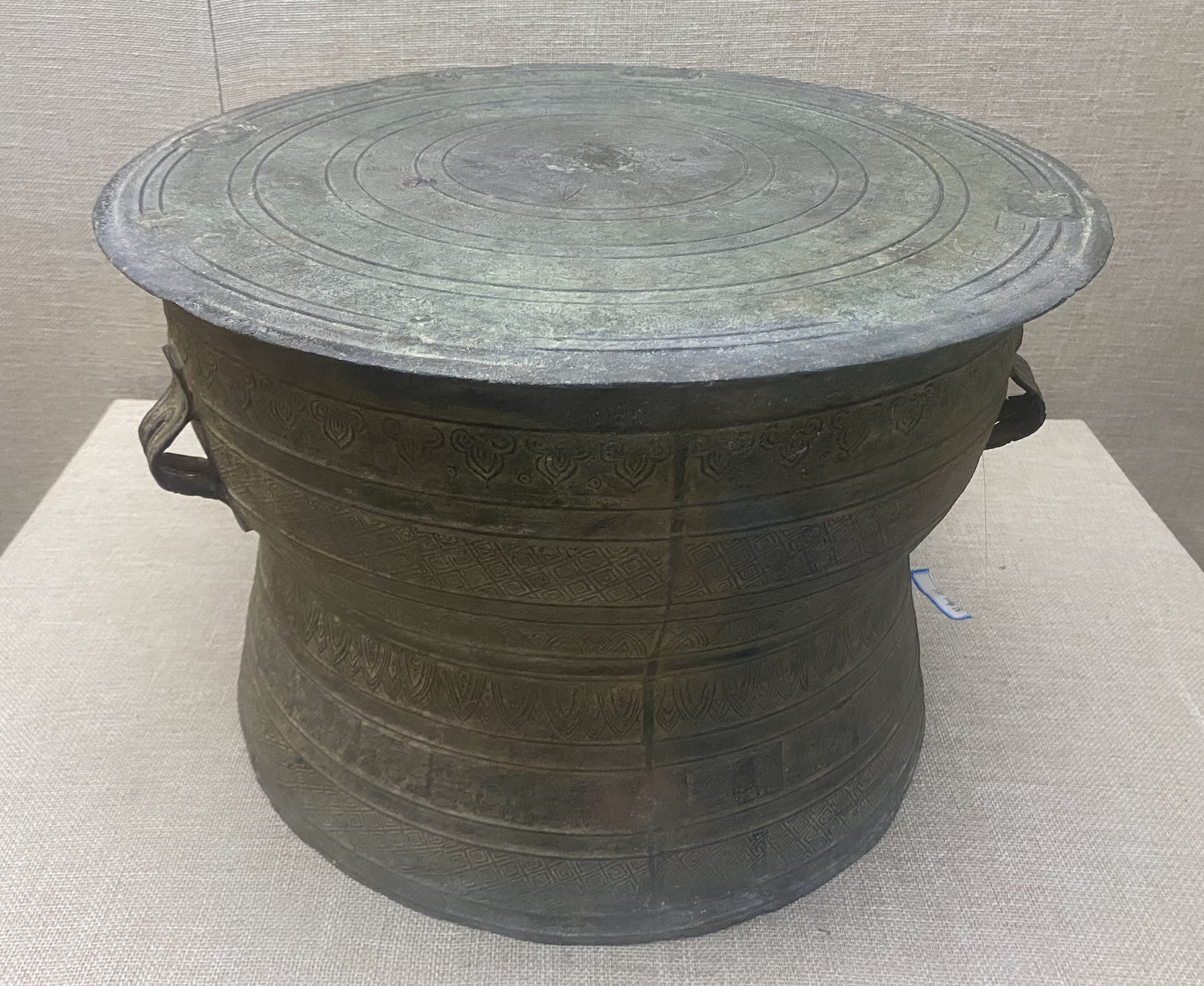
文山州博物馆董马铜鼓，为唐代灵山型